# Veículo blindado de reconhecimento Mowag 4x4 (manequim blindado)
O manequim blindado Mowag 4x4 é um veículo de tiro ao alvo que foi usado pelas forças armadas da Suíça.

## História
Originalmente projetado como um veículo blindado de reconhecimento, o manequim blindado é baseado em um chassi Mowag T1 4x4 GW 3500. Foi usado como alvo móvel para os exercícios blindados (Wurfgranate), bem como para treino com projéteis de tubo de foguete (operação de inserção de 20mm), o canhão de assalto SIG SG 510 e treino com granadas de mão. Foram construídas 240 unidades e utilizadas pelo exército suíço de 1954 a 1987.
O veículo com o número M+83124 está agora localizado no Museu Militar Suíço.